# Pac-Man 256
Pac-Man 256 es un videojuego de carrera sin fin desarrollado por Hipster Whale y 3 Sprockets y publicado por Bandai Namco Entertainment. El juego es parte de la serie Pac-Man y está inspirado en el infame problema técnico del nivel 256 del Pac-Man original. El juego se lanzó originalmente como un título gratuito para iOS y Android el 20 de agosto de 2015. El 21 de junio de 2016 se lanzó una versión del juego para PlayStation 4, Xbox One y PC (Windows, macOS, Linux) de Bandai Namco Studios Vancouver, con características adicionales.
Se lanzó una versión mejorada, Pac-Man 256+, para el servicio de suscripción Apple Arcade en iOS, macOS y Apple TV.

## Jugabilidad
En Pac-Man 256, los jugadores toman el control de Pac-Man mientras continúa a través de un laberinto sin fin, recolectando puntos y potenciadores mientras evita a los fantasmas enemigos. El juego termina si Pac-Man entra en contacto con un fantasma o se queda atrás y es consumido por la falla o glitch de persecución en el fondo del laberinto. Comer 256 puntos seguidos otorga al jugador una explosión que elimina a todos los fantasmas en pantalla. Junto con las pastillas de poder, que le permiten a Pac-Man comer fantasmas, Pac-Man puede equipar y obtener varios potenciadores como láseres, tornados y clones para atacar a los fantasmas, así como recolectar frutas que multiplican la puntuación. Se pueden equipar hasta tres potenciadores. Los potenciadores se desbloquean esperando 24 horas después de desbloquear un potenciador. En las versiones de consola y PC, se desbloquean comiendo una cantidad específica de Pac-Dots (los puntos que Pac-Man come). Cuando se activa un potenciador, este durará una cierta cantidad de tiempo, y puede mejorarse con monedas para que dure más tiempo, y otros potenciadores que estaban también en el laberinto se transformarán en cuadrados blancos que de comerlos alargarán un poco más la duración del potenciador en uso, en caso de encontrar y comer el mismo potenciador que se estaba usando, su tiempo se reiniciará. Ciertos potenciadores que se estén por desbloquear pueden aparecer previamente para probar aleatoriamente por el laberinto.
Antes de la versión 2.0, el juego presentaba un sistema de "crédito", que requería usar un crédito si se jugaba un juego con potenciadores equipados o si el jugador deseaba revivir a Pac-Man. La versión 2.0 reemplazó los créditos con monedas, que se obtienen completando misiones, recolectándolas en el laberinto o viendo videos patrocinados, que se pueden usar para mejorar potenciadores, desbloquear temas (en la versión móvil) o revivir a Pac-Man.
También hay temas que cambian el aspecto del juego, que se pueden comprar con grandes cantidades de monedas o gastando dinero real. En las versiones de consola y PC, todos los temas están desbloqueados desde el inicio.
Las versiones de consola y PC del juego agregan un modo de juego multijugador cooperativo exclusivo, donde hasta cuatro jugadores trabajan juntos para establecer el puntaje más alto posible. La apariencia de cada Pac-Man se puede personalizar. Al igual que el juego principal, el objetivo es que cada jugador llegue lo más lejos posible y contribuya al puntaje del grupo tanto como sea posible. Si un jugador es atrapado por un fantasma, aparece un power-up de jugador que lo revive. El juego termina una vez que el último jugador que aún está en juego muere, ya sea al ser atrapado por un fantasma o al ser consumido por la falla.
Cada fantasma tiene su propio comportamiento específico:
| Fantasma | Comportamiento                                                                                               |
| -------- | --- |
| Blinky   | Persigue activamente a Pac-Man tan pronto aparezca en pantalla.                                              |
| Pinky    | Se precipita hacia adelante en línea cada vez que Pac-Man esté en su vista.                                  |
| Inky     | Recorre áreas específicas en círculos.                                                                       |
| Clyde    | Viaja hacia abajo mientras cambia a la dirección más cercana a la de Pac-Man.                                |
| Sue      | Se mueve lentamente de manera horizontal en grupos de tres hacia Pac-Man.                                    |
| Funky    | Deambula de manera horizontal en grupos de cuatro.                                                           |
| Spunky   | Duerme en un lugar, y persigue a Pac-Man si se le acerca, aunque dejará de perseguirlo después de un tiempo. |
| Glitchy  | Persigue a Pac-Man, además posee la habilidad de teletransportarse mientras lo hace.                         |

## Recepción
Pac-Man 256 recibió críticas "generalmente favorables" según el agregador de reseñas Metacritic.

## Ports y relanzamientos
El juego se lanzó originalmente como un título gratuito para iOS y Android el 20 de agosto de 2015. El 21 de junio de 2016, Bandai Namco lanzó una versión del juego para PlayStation 4, Xbox One y PC (Windows, macOS, Linux), con características adicionales como multijugador para hasta 4 jugadores, un nuevo potenciador y ya no tener que esperar una cierta cantidad de tiempo para obtener potenciadores y, en su lugar, tener que comer una cantidad de Pac-Dots. La versión de consola de Pac-Man 256 está incluida en el título recopilatorio Pac-Man Museum +, lanzado en 2022. También marcaría la primera vez que el juego se transfirió a Nintendo Switch.
Pac-Man 256+, una versión del juego exclusiva para el servicio de suscripción Apple Arcade, se lanzó el 4 de diciembre de 2024 para iOS, macOS y Apple TV. El juego presenta varias modificaciones en la jugabilidad, como nuevas actualizaciones y funciones.

## Premios
Pac-Man 256 fue nominado a Mejor juego móvil/portátil en The Game Awards 2015, pero perdió ante Lara Croft Go. También fue nominado a Juego móvil del año en la 19.ª edición anual de los premios D.I.C.E., pero finalmente se le otorgó a Fallout Shelter.
| Lista de premios y nominaciones | Lista de premios y nominaciones | Lista de premios y nominaciones | Lista de premios y nominaciones |
| Premio                          | Categoría                       | Resultado                       | Ref.                            |
| ------------------------------- | ------------------------------- | ------------------------------- | ------------------------------- |
| The Game Awards 2015            | Mejor juego móvil/portátil      | Nominado                        | [ 16 ]                          |
| 19th Annual D.I.C.E. Awards     | Juego móvil del año             | Nominado                        | [ 17 ]                          |